# Остуакан
Остуака́н (исп. Ostuacán) — посёлок в Мексике, штат Чьяпас, входит в состав одноимённого муниципалитета и является его административным центром. Численность населения, по данным переписи 2020 года, составила 3141 человек.

## Общие сведения
Название Ostuacán с языка науатль можно перевести как — тигриное логово.
Поселение Сан-Пабло-Остуакан было основано в 1549 году испанскими колонизаторами для евангелизации местного населения.
В 1762 году в деревне проживало 624 человека народа соке, но к 1778 году их численность сократилась до 394 человек.
В 1922 году Остуакан получает статус посёлка, и становится административным центром одноимённого муниципалитета.